# Parmelia
Tarczownica (Parmelia Ach.) – rodzaj grzybów z rodziny tarczownicowatych (Parmeliaceae). Należy do porostów. W Polsce występuje 5 gatunków.

## Systematyka i nazewnictwo
Pozycja w klasyfikacji według Index Fungorum: Parmeliaceae, Lecanorales, Lecanoromycetidae, Lecanoromycetes, Pezizomycotina, Ascomycota, Fungi.
Synonimy: Aspidelia Stirt., Lichen L..
Nazwa polska według W. Fałtynowicza.

## Charakterystyka
Grzyby naskalne bądź nadrzewne, obecnie na wyginięciu, gdyż niekorzystnie na nie wpływa zanieczyszczone powietrze atmosferyczne.

## Niektóre gatunki
- Parmelia crowii  Elix 1993
- Parmelia cunninghamii Cromb. 1876
- Parmelia discordans Nyl. (1886)
- Parmelia ernstiae Feuerer & A. Thell 2002
- Parmelia glabra (Schaer.) Nyl., Flora 1872 – tarczownica łysiejąca
- Parmelia omphalodes (L.) Ach. (1803) – tarczownica ścienna
- Parmelia protosignifera Elix & J. Johnst. 1988
- Parmelia saxatilis (L.) Ach. (1803) – tarczownica skalna
- Parmelia submontana Nádv. ex Hale 1987 – tarczownica pogięta
- Parmelia sulcata Taylor (1836) – tarczownica bruzdkowana
- Parmelia tarkinensis Elix & Kantvilas 1995
- Parmelia testacea Stirt. 1878

Nazwy naukowe) na podstawie Index Fungorum. Obejmuje on tylko gatunki zweryfikowane o potwierdzonym statusie. Oprócz wyżej wymienionych na liście Index Fungorum znajdują się gatunki niezweryfikowane. Nazwy polskie według checklist.